# Эвальд, Фёдор Фёдорович (1813)
Фёдор Фёдорович Эвальд (15 (27) ноября 1813—3 (15) октября 1879) — русский педагог, действительный статский советник (1867). Основоположник реального образования в России.

## Биография
Родился в семье Фридриха Эвальда, выехавшего в Россию в начале 1820-х гг. Имел братьев: Владимира и Эдуарда.
Окончив в 1832 году 3-ю Санкт-Петербургскую гимназию, поступил на физико-математический факультет Санкт-Петербургского университета. По окончании в 1835 году университета со званием кандидата он поступил преподавателем математики во 2-ю Санкт-Петербургскую гимназию, одновременно преподавал в Инженерном училище (с 1 февраля 1836), в школе гвардейских подпрапорщиков и кавалерийских юнкеров (15.01.1839 — 01.09.1844 и с 12.01.1850), физику — в Практическом технологическом институте. Долгое время он преподавал в Пажеском корпусе (с 20 августа 1837 — физику).
Был саксонским подданным и 23 февраля 1839 года принял российское подданство; 26 мая 1858 года вместе с детьми был внесён в 3-ю часть дворянской родословной книги Санкт-Петербургской губернии.
В 1860 году стал преподавателем детей императора Александра II. В 1858—1862 гг. он был также инспектором в Мариинском институте. Он также принимал деятельное участие в работе Педагогического общества.
В 1868 году он был избран гласным городской думы; работал в различных городских комиссиях: комиссии для общей переоценки недвижимых имуществ, комиссии для техническо-инспекторского надзора за постройкой второго постоянного моста через Неву на месте Литейного, комиссии по разработке вопроса о введении обязательного обучения в Петербурге, комиссии для назначения городских стипендиатов в различные учебные заведения, комиссии по вопросу об устройстве медико-статистического бюро и др; был председателем многих комиссий. Ф. Ф. Эвальд предложил развивать в низших классах населения ремесленного образования.
В 1872 году вышла его книга «Первые уроки из физики. Методическое руководство к качественному исследованию физических явлений: С атласом из 130 оригинальных чертежей и рисунков» (СПб.: тип. А. Якобсона, 1872. — XIV, 93 с., 34 л. черт.).
Умер 3 (15) октября 1879 года, возвращаясь из заседания физического общества.

## Награды
- орден Св. Анны 3-й ст. (1850)
- орден Св. Станислава 2-й ст. (1853); императорская корона к ордену (1860)
- орден Св. Владимира 4-й ст. (1862)
- орден Св. Анны 2-й ст. (1856); императорская корона к ордену (1865)
- орден Св. Владимира 3-й ст. (1869)
- орден Св. Станислава 1-й ст. (1871)
- орден Св. Анны 1-й ст. (1873)

## Семья
Был женат (с 12 февраля 1854) на Ольге Ивановне, урождённой Горянской (16.05.1826 — 21.03.1859). Их дети: 
- Иван Фёдорович Эвальд (1855—1892) — действительный статский советник (1891), чиновник Военного министерства;
- Ольга Фёдоровна, в замужестве Вержбилович (1857—1889).